# 波茨山麓诺因基兴
波茨山麓诺因基兴是德国莱茵兰-普法尔茨州的一个市镇。总面积5.01平方公里，总人口408人，其中男性204人，女性204人（2011年12月31日），人口密度81人/平方公里。